# Religija u Kuvajtu
Islam je službena religija Kuvajta, s većinskim muslimanskim stanovništvom (suniti čine 60%-70%, šijiti 30%-40%). U Kuvajtu živi kršćani koji su tu i rođeni, njih oko 400 su građani Kuvajta. Prema podacima iz lipnja 2013., broj kršćana građana Kuvajta bio je 256 osoba. Postoji i mala grupa Bahá'ía koji su građani Kuvajta. Većina stranaca u Kuvajtu su muslimani, hinduisti, kršćani ili budisti.

## Islam
Kuvajt je većinski muslimanska država; ne postoje službeni podaci no računa se da oko 60%-70% stanovništva pripada sunitima a šijitiima oko 30%-40%. Neke druge manje muslimanske sekte također su zastupljene u Kuvajtu, ali njihovi pripadnici su malobrojni. U 2001. godini,  bilo je 525 000 sunita, a 300 000 šijita, tj. omjer je bio 64% : 36% u korist sunitaDržavno tajništvo Sjedinjenih Američkih Država je 2002., objavilo da je šijita 30%-40% od ukupne kuvajtske populacije, a sunita 525 000 od ukupnog broja stanovništva Kuvajta (855 000) (61% suniti, 39% šijiti). Statistika iz 2004., pokazuje da je bilo 600 000 sunita i 300-350 tisuća šijita a ukupan broj stanovnika Kuvajta bio je 913 000.

## Kršćanstvo
Kršćanstvo je manjinska religija u Kuvajtu. Postoje domorodački kuvajtski kršćani a njihov broj 1999. je iznosio 400 osoba. U lipnju 2013., 256 kuvajtskih građana izjašnjavalo se kršćanima. Kuvajt je uz Bahrein jedina golfska država u kojoj žive kršćani, državljani tih država. Računa se da je još oko 450 000 kršćana koji žive u Kuvajtu a nisu državljani Kuvajta. U državno priznate crkve uračunate su Katolička Crkva, Koptska pravoslavna Crkva, Evangelistička Crkva Kuvajta, Armenska apostolska Crkva, Grčka pravoslavna Crkva, Grčka katolička (Melkite) Crkva, i Anglikanska zajednica. Postoje također i druge kršćanske grupe koje vlada Kuvajta nije službeno priznala i u koje npr. spadaju Indijska pravoslavna Crkva, Mar Thoma sirijska Crkva, Crkva Isusa Krista svetaca posljednjih dana (Mormoni) i Adventisti sedmog dana. Nepriznatim grupama je dozvoljeno slobodno privatno bogoslužje.

## Bahá'í
Postoji i mala zajednica sljedbenika bahá'ía koji su kuvajtski građani. Dok je službeni popis iz 2013. imao samo tri religijske kategorije: "Islam", "Kršćanstvo" ili "Drugo", samo se 18 osoba izjasnilo u kategoriji "Drugo", iako postoje drugi izvori koji pokazuju da je oko 400 Bahá'ía u Kuvajtu.

## Judaizam
U Kuvajtu je prije 1950-ih bilo nastanjenjo na stotine Židova, međutim sve židovske obitelji su napustile Kuvajt do 1980-ih. Trenutno ne postoji niti jedan Židov državljanin Kuvajta a i broj gost-radnika židovskog podrijetla je vrlo mali i iznosi nekoliko desetina.

## Drugi
Ostalim grupacijama nije dozvoljeno bogoslužje, osim privatno. Nema ni jednog državljanina Kuvajta koji pripada hinduizmu, sikhizmu ili budizmu. Procjenjuje se da je oko 600 000 Hinduista, oko 100 000 Budista i oko 10 000 Sikha na radu u Kuvajtu.